# Karlheinz Hauser

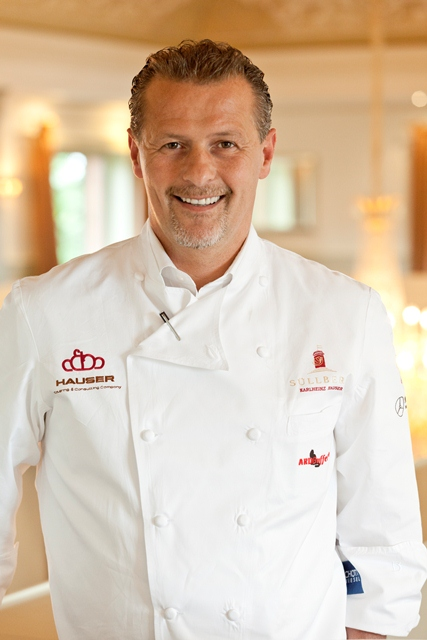
Karlheinz Hauser (2013)

Karlheinz Hauser (* 4. März 1967 in Heitersheim) ist ein deutscher Koch.

## Werdegang
Nach der Ausbildung wechselte Hauser 1988 zum Hotel Königshof in München und 1989 zu Feinkost Käfer. 1990 ging er als Souschef zu Eckart Witzigmann ins Aubergine.
1992 wurde er Küchenchef beim Partyservice von Feinkost Käfer und 1995 beim Andechser am Dom. 1996 ging er als Küchendirektor zu Käfers am Hofgarten und von 1997 bis 2002 Küchendirektor des Hotel Adlon in Berlin.
Von 2002 bis Ende 2021 war er Küchenchef und Patron im Seven Seas in Hamburg, einem Gourmetrestaurant auf dem Süllberg in Hamburg-Blankenese, das ab 2003 mit einem Michelin-Stern ausgezeichnet war. 2012 kam der zweite Michelin-Stern dazu.
Seit 2022 verantwortet Hauser mit einem Team aus 18 Mitarbeitern das Catering für den britischen Formel 1 Rennstall McLaren Racing.
Hauser ist mit seiner Frau Margarete verheiratet. Sie wurden Eltern eines Sohnes und zweier Töchter. Der Sohn Tom starb an den Folgen eines Sturzes beim Hamburg-Halbmarathon 2025 am 7. Juli 2025 im Alter von 26 Jahren.

## Auszeichnungen
- Prix Culinaire  (2000)
- 14 × Five Star Diamond Award (1996–2015)
- 3 × Berliner Meisterkoch des Jahres
- 2003: ein Michelinstern
- 2012: zwei Michelinsterne im Guide Michelin 2013[3][4][5]
- 17 Gault Millau Punkte (2002–2015)
- 4 Diamanten „Der Varta-Führer“ (2005–2015)
- 5 Kochlöffel im „Schlemmer-Atlas“ (2009–2015)
- 4 F´s „Der Feinschmecker“ (2009–2015)
- 10 Luxus-Punkte Marcellino´s Restaurant-Report

## Fernsehauftritte (Auswahl)
Seit 2008 kocht Karlheinz Hauser beim  ARD Buffet.  2014 war er in der Sat.1-Fernsehshow The Taste als Gastjuror tätig. Seit 2014 ist Karlheinz Hauser in regelmäßigen Abständen als Juror in der Küchenschlacht tätig.

## Publikationen
- Karlheinz Hauser, Gregor M. Schmid: Kochkunst im Adlon – raffinierte Rezepte, exklusive Menüs, besondere Geschichten. Nicolai, Berlin 1999, ISBN 3-87584-809-8.
- Karlheinz Hauser: Karlheinz Hauser – Rezepte Konzepte Geschichten Philosophie. Fackelträger, Köln 2013, ISBN 978-3-7716-4542-7.